# Дискография Filter
Дискография «Filter», альтернативной рок-группы из Кливленда, включает 7 студийных альбомов, 19 синглов, два сборника и два видеоальбома.

## Альбомы

### Студийные альбомы
| Год  | Альбом                                                                                             | Высшие позиции в чартах | Высшие позиции в чартах | Высшие позиции в чартах | Высшие позиции в чартах | Высшие позиции в чартах | Высшие позиции в чартах | Высшие позиции в чартах | Высшие позиции в чартах | Сертификация                    |
| Год  | Альбом                                                                                             | US                      | US Ind.                 | AUS                     | AUT                     | CHE                     | GER                     | NZ                      | UK                      | Сертификация                    |
| ---- | -------------------------------------------------------------------------------------------------- | ----------------------- | ----------------------- | ----------------------- | ----------------------- | ----------------------- | ----------------------- | ----------------------- | ----------------------- | ------------------------------- |
| 1995 | Short Bus - Выход: 8 мая 1995 - Лейбл: Reprise (#45864) - Формат: CD, CS, LP                       | 59                      | —                       | —                       | —                       | —                       | —                       | —                       | —                       | - US: Платиновый                |
| 1999 | Title of Record - Выход: 24 августа 1999 - Лейбл: Reprise (#47388) - Формат: CD, CS                | 30                      | —                       | 41                      | 34                      | —                       | 20                      | 12                      | 75                      | - US: Платиновый - CAN: Золотой |
| 2002 | The Amalgamut - Выход: 30 июля 2002 - Лейбл: Reprise (#47963) - Формат: CD                         | 32                      | —                       | 43                      | 12                      | 78                      | 17                      | —                       | 68                      |                                 |
| 2008 | Anthems for the Damned - Выход: 13 мая 2008 - Лейбл: Pulse (#90108) - Формат: CD, ЦД               | 60                      | 5                       | —                       | —                       | —                       | —                       | —                       | —                       |                                 |
| 2010 | The Trouble with Angels - Выход: 17 августа 2010 - Лейбл: Rocket Science Ventures - Формат: CD, ЦД | 64                      | 12                      | —                       | —                       | —                       | —                       | —                       | —                       |                                 |
| 2013 | The Sun Comes Out Tonight - Выход: 4 июня 2013 - Лейбл: Wind-up - Формат: CD, ЦД                   | 52                      |                         | —                       | —                       | —                       | —                       | —                       | —                       |                                 |
| 2016 | Crazy Eyes - Выход: 8 апреля 2016 - Лейбл: Wind-up - Формат: CD, ЦД                                | 151                     |                         | —                       | —                       | —                       | —                       | —                       | —                       |                                 |
| 2023 | The Algorithm - Выход: 25 августа 2023 - Формат: CD, ЦД                                            |                         |                         |                         |                         |                         |                         |                         |                         |                                 |

### Сборники
| Год  | Детали                                                                                       |
| ---- | -------------------------------------------------------------------------------------------- |
| 2008 | Remixes for the Damned - Выход: 4 ноября 2008 - Лейбл: Pulse (#45864) - Формат: ЦД           |
| 2009 | The Very Best Things (1995–2008) - Выход: 31 марта 2009 - Лейбл: Rhino (#98736) - Формат: CD |

## Синглы
| Год  | Сингл                                               | Высшие позиции в чартах | Высшие позиции в чартах | Высшие позиции в чартах | Высшие позиции в чартах | Высшие позиции в чартах | Высшие позиции в чартах | Высшие позиции в чартах | Высшие позиции в чартах | Высшие позиции в чартах | Альбом                             |
| Год  | Сингл                                               | US                      | US Main.                | US Alt.                 | AUS                     | CAN                     | CAN Alt.                | GER                     | NZ                      | UK                      | Альбом                             |
| ---- | --------------------------------------------------- | ----------------------- | ----------------------- | ----------------------- | ----------------------- | ----------------------- | ----------------------- | ----------------------- | ----------------------- | ----------------------- | ---------------------------------- |
| 1995 | «Hey Man, Nice Shot»                                | 76                      | 19                      | 10                      | —                       | —                       | 14                      | —                       | —                       | —                       | Short Bus                          |
| 1995 | «Dose»                                              | —                       | —                       | —                       | —                       | —                       | 16                      | —                       | —                       | —                       | Short Bus                          |
| 1996 | «Under»                                             | —                       | —                       | —                       | —                       | —                       | —                       | —                       | —                       | —                       | Short Bus                          |
| 1996 | «Jurassitol»                                        | —                       | —                       | —                       | —                       | —                       | 23                      | —                       | —                       | —                       | Ворон 2: Город Ангелов (саундтрек) |
| 1997 | «(Can’t You) Trip Like I Do» (с The Crystal Method) | —                       | —                       | 29                      | —                       | —                       | —                       | —                       | —                       | 39                      | Спаун (саундтрек)                  |
| 1998 | «One»                                               | —                       | —                       | —                       | —                       | —                       | —                       | —                       | —                       | —                       | Секретные материалы: Альбом        |
| 1999 | «Welcome to the Fold»                               | —                       | 8                       | 17                      | —                       | —                       | —                       | —                       | 42                      | 85                      | Title of Record                    |
| 1999 | «Take a Picture»                                    | 12                      | 4                       | 3                       | 32                      | 3                       | 1                       | 98                      | 8                       | 25                      | Title of Record                    |
| 1999 | «Captain Bligh»                                     | —                       | —                       | —                       | —                       | —                       | —                       | —                       | —                       | —                       | Title of Record                    |
| 2000 | «The Best Things»                                   | —                       | 31                      | 18                      | —                       | —                       | 25                      | —                       | —                       | 63                      | Title of Record                    |
| 2002 | «Where Do We Go from Here?»                         | 94                      | 12                      | 11                      | 83                      | —                       | —                       | —                       | —                       | 80                      | The Amalgamut                      |
| 2002 | «American Cliché»                                   | —                       | 40                      | —                       | —                       | —                       | —                       | —                       | —                       | —                       | The Amalgamut                      |
| 2008 | «Soldiers of Misfortune»                            | —                       | 27                      | —                       | —                       | —                       | —                       | —                       | —                       | —                       | Anthems for the Damned             |
| 2008 | «What’s Next»                                       | —                       | —                       | —                       | —                       | —                       | —                       | —                       | —                       | —                       | Anthems for the Damned             |
| 2008 | «I Keep Flowers Around»                             | —                       | —                       | —                       | —                       | —                       | —                       | —                       | —                       | —                       | Remixes for the Damned             |
| 2009 | «Happy Together»                                    | —                       | —                       | —                       | —                       | —                       | —                       | —                       | —                       | —                       | Отчим (саундтрек)                  |
| 2009 | «Fades Like a Photograph»                           | —                       | —                       | —                       | —                       | —                       | —                       | —                       | —                       | —                       | 2012 (саундтрек)                   |
| 2010 | «The Inevitable Relapse»                            | —                       | —                       | —                       | —                       | —                       | —                       | —                       | —                       | —                       | The Trouble with Angels            |
| 2010 | «No Love»                                           | —                       | —                       | —                       | —                       | —                       | —                       | —                       | —                       | —                       | The Trouble with Angels            |

## Появление в других объектах массовой культуры

### Официальные саундтреки
| Год  | Песня                                                  | Фильм / Сериал                                     |
| ---- | ------------------------------------------------------ | -------------------------------------------------- |
| 1996 | «Hey Man, Nice Shot» (Bill Kennedy mix)                | Кабельщик                                          |
| 1996 | «Thanks Bro»                                           | Секретные материалы                                |
| 1996 | «Jurassitol»                                           | Ворон 2: Город Ангелов                             |
| 1997 | «(Can’t You) Trip Like I Do» (with The Crystal Method) | Спаун                                              |
| 1998 | «One»                                                  | Секретные материалы                                |
| 2000 | «The Best Things» (exclusive radio remix)              | Ворон 3: Спасение                                  |
| 2000 | «Take a Picture»                                       | Никки, дьявол-младший                              |
| 2001 | «It’s Gonna Kill Me»                                   | 3000 миль до Грэйсленда                            |
| 2003 | «The Only Way (Is the Wrong Way)»                      | Лара Крофт Расхитительница гробниц: Колыбель жизни |
| 2003 | «The Only Way (Is the Wrong Way)»                      | Управление гневом                                  |
| 2004 | «Take a Picture» (Hybrid mix)                          | Соседка                                            |
| 2008 | «What’s Next (The Blood & Sand Mix)»                   | Пила 5                                             |
| 2009 | «Happy Together»                                       | Отчим                                              |
| 2009 | «Fades Like a Photograph»                              | 2012                                               |

### Другое
| Год              | Песня                              | Появление              |
| Фильмы и сериалы | Фильмы и сериалы                   | Фильмы и сериалы       |
| ---------------- | ---------------------------------- | ---------------------- |
| 1995             | «Hey Man, Nice Shot»               | Секретные материалы    |
| 1996             | «Thanks Bro»                       | Секретные материалы    |
| 1996             | «Take Another»                     | Побег из Лос-Анджелеса |
| 2004             | «Hey Man, Nice Shot»               | Сверхъестественное     |
| Видеоигры        |                                    |                        |
| 2003             | «American Cliché»                  | ATV Offroad Fury 2     |
| 2003             | «So I Quit»                        | ATV Offroad Fury 2     |
| 2006             | «Hey Man, Nice Shot» (Big Mac mix) | Burnout Dominator      |
| 2008             | «Hey Man, Nice Shot»               | Guitar Hero World Tour |
| 2009             | «Take a Picture»                   | Band Hero              |
| 2010             | «Hey Man, Nice Shot»               | Rock Band 3            |

## Видеоальбомы
| Год  | Детали                                                                         |
| ---- | ------------------------------------------------------------------------------ |
| 1996 | Phenomenology - Выход: 22 октября 1996 - Лейбл: Reprise (#38458) - Формат: VHS |
| 1999 | Title of DVD - Выход: 1999 - Лейбл: Reprise - Формат: DVD                      |

## Видеоклипы
| Год  | Песня                                                  | Режиссёр                           |
| ---- | ------------------------------------------------------ | ---------------------------------- |
| 1995 | «Hey Man, Nice Shot»                                   | Кевин Керслейк                     |
| 1995 | «Dose»                                                 | Кевин Керслейк                     |
| 1996 | «Stuck in Here»                                        | Джон Кук                           |
| 1996 | «Jurassitol»                                           | Дин Карр                           |
| 1997 | «(Can’t You) Trip Like I Do» (with The Crystal Method) | Флория Сигизмонди                  |
| 1998 | «One»                                                  | Мартин Вейц                        |
| 1999 | «Welcome to the Fold»                                  | Питер Кристоферсон                 |
| 1999 | «Take a Picture»                                       | Дэвид Майерс                       |
| 2000 | «The Best Things»                                      | Питер Кристоферсон и Ричард Патрик |
| 2002 | «Where Do We Go from Here?»                            | Александр Коста                    |
| 2002 | «American Cliché»                                      |                                    |
| 2008 | «Soldiers of Misfortune»                               | Эван Лейн                          |
| 2010 | «The Inevitable Relapse»                               | Хесус М. Родригес                  |
| 2010 | «Fades Like a Photograph»                              | Марк Рекко                         |
| 2010 | «No Love»                                              | Марк Рекко                         |